# (6446) Lomberg
(6446) Lomberg (1990 QL) – planetoida z grupy przecinających orbitę Marsa okrążająca Słońce w ciągu 3,53 lat w średniej odległości 2,32 j.a. Odkryta 18 sierpnia 1990 roku.